# Callionymus meridionalis
Callionymus meridionalis is een straalvinnige vissensoort uit de familie van pitvissen (Callionymidae). De wetenschappelijke naam van de soort is voor het eerst geldig gepubliceerd in 1965 door Suwardji.